# IRTAD
IRTAD (International Road Traffic and Accident Database) ist eine Datensammlung über Verkehrsunfälle in verschiedenen Ländern innerhalb und außerhalb Europas. 
Um schneller und unkomplizierter über internationale Unfalldaten verfügen zu können, wurde 1988 die Bundesanstalt für Straßenwesen (BASt) beauftragt, eine Datenbank mit statistischen Daten über Verkehrsunfälle verschiedener Länder zu schaffen, um diese vergleichen zu können. Seit 2005 wird die Datenbank von der «International Traffic Safety Data and Analysis Group» des International Transport Forum (ITF), welches in der OECD in Paris eingegliedert ist, gepflegt.
Derzeit sind Daten der folgenden Länder verfügbar: Australien, Belgien, Dänemark, Deutschland, Finnland, Frankreich, Griechenland, Großbritannien, Irland, Island, Italien, Israel, Japan, Kanada, Korea (Südkorea), Luxemburg, Neuseeland, Niederlande, Norwegen, Österreich, Polen, Portugal, Schweden, Schweiz, Spanien, Slowenien, Tschechien, Ungarn, USA. Die Daten sind teilweise bis zum Jahr 1970 rückverfolgbar.
IRTAD ist damit ein wirksames Hilfsmittel für Straßenbau- und Straßenverkehrsbehörden, Polizei, Automobilclubs, Versicherungen und andere, die Unfallentwicklungen im internationalen Vergleich bewerten und einschätzen müssen.
Zurzeit sind in dem öffentlichen Bestand, der von jedermann (?) über Internet abgerufen werden kann, neben Basisdaten, wie zum Beispiel Wohnbevölkerung, Ausdehnung des Straßennetzes usw., die wesentlichen Statistiken über
- Getötete nach Alter, Ortslage und Verkehrsbeteiligung
- Verkehrsunfälle mit Personenschäden nach Ortslage

der angeschlossenen Länder enthalten. Auch weitere Unfalldaten und Bezugsgrößen stehen den Nutzern der Datenbank zur Verfügung.